# Semis

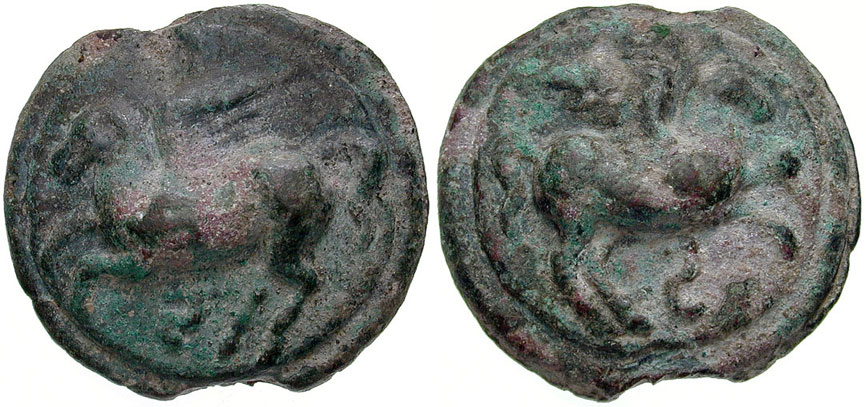
Semis (awers i rewers) z ok. 270 roku p.n.e.

Semis (od łac. semi – pół) – brązowa moneta rzymska o wartości pół asa (czyli 6 uncji). W czasach Republiki oznaczana literami S, C lub 6 kropkami. Emitowana od III wieku p.n.e. do I wieku n.e.
W numizmatyce funkcjonują również pojęcia semiss (srebrna moneta strasburska) oraz semissis (złota moneta rzymska).